# Helicostylis scabra
Helicostylis scabra är en mullbärsväxtart som först beskrevs av Macbride, och fick sitt nu gällande namn av C. C. Berg. Helicostylis scabra ingår i släktet Helicostylis och familjen mullbärsväxter. Inga underarter finns listade i Catalogue of Life.